# Radiație alfa
Radiația alfa (α): la trecerea prin substanță, suferă 3 tipuri de interacțiuni: ciocnire, frânare în câmp electric și captura de către nucleu. Probabilitatea cea mai mare o are ciocnirea. În urma ciocnirii unei particule alfa cu un atom se poate produce o excitare a acestuia, urmare a ridicării unui electron pe un nivel superior de energie.
Câmpul electric al particulei alfa în mișcare acționează asupra electronilor orbitali; la revenirea electronilor pe nivelele fundamentale atomii vor emite radiații Röentgen electromagnetice (caracteristica, x).
Tot prin interacțiunea cu păturile electronice ale atomului, radiațiile α pot produce smulgerea unor e- din atomii respectivi. În acest fel, atomul rămâne încărcat pozitiv; fenomenul poartă numele de ionizare.
De multe ori, electronii smulși se pot atașa unor atomi neutri, care devin ioni negativi (în ansamblu, la un act de ionizare se produc o pereche de ioni).
Dacă e- smulși pot genera la rândul lor ionizari, ei constituie radiație delta. Franarea în câmp electric a radiației α înseamnă interacții succesive, în urma cărora particulele pierd energie până când, sub o anumita limită, nu mai pot produce ionizari.
În acest stadiu, particulele α captează 2 electroni din mediu și se transformă în atomi de He (Heliu).
Fizicianul român Gheorghe Manu a adus contribuții importante la studiul absorbției radiației alfa în materie.